# Laigné-en-Belin
Laigné-en-Belin és un municipi francès situat al departament del Sarthe i a la regió de País del Loira. L'any 2007 tenia 2.178 habitants.

## Demografia

### Població
El 2007 la població de fet de Laigné-en-Belin era de 2.178 persones. Hi havia 800 famílies de les quals 180 eren unipersonals (80 homes vivint sols i 100 dones vivint soles), 240 parelles sense fills, 340 parelles amb fills i 40 famílies monoparentals amb fills.
La població ha evolucionat segons el següent gràfic:
Habitants censats

### Habitatges
El 2007 hi havia 856 habitatges, 810 eren l'habitatge principal de la família, 15 eren segones residències i 31 estaven desocupats. 819 eren cases i 30 eren apartaments. Dels 810 habitatges principals, 639 estaven ocupats pels seus propietaris, 167 estaven llogats i ocupats pels llogaters i 4 estaven cedits a títol gratuït; 11 tenien una cambra, 44 en tenien dues, 91 en tenien tres, 199 en tenien quatre i 465 en tenien cinc o més. 620 habitatges disposaven pel capbaix d'una plaça de pàrquing. A 292 habitatges hi havia un automòbil i a 461 n'hi havia dos o més.

### Piràmide de població
La piràmide de població per edats i sexe el 2009 era:
| Homes | Edats   | Dones |
| ----- | ------- | ----- |
| 0     | 95 o +  | 12    |
| 4     | 90 a 94 | 8     |
| 28    | 85 a 89 | 28    |
| 12    | 80 a 84 | 16    |
| 16    | 75 a 79 | 40    |
| 32    | 70 a 74 | 24    |
| 40    | 65 a 69 | 44    |
| 32    | 60 a 64 | 52    |
| 32    | 55 a 59 | 40    |
| 84    | 50 a 54 | 44    |
| 64    | 45 a 49 | 52    |
| 80    | 40 a 44 | 72    |
| 92    | 35 a 39 | 88    |
| 56    | 30 a 34 | 60    |
| 60    | 25 a 29 | 76    |
| 60    | 20 a 24 | 28    |
| 112   | 15 a 19 | 60    |
| 64    | 10 a 14 | 64    |
| 72    | 5 a 9   | 72    |
| 68    | 0 a 4   | 24    |

## Economia
El 2007 la població en edat de treballar era de 1.383 persones, 1.005 eren actives i 378 eren inactives. De les 1.005 persones actives 941 estaven ocupades (496 homes i 445 dones) i 64 estaven aturades (28 homes i 36 dones). De les 378 persones inactives 167 estaven jubilades, 132 estaven estudiant i 79 estaven classificades com a «altres inactius».

### Ingressos
El 2009 a Laigné-en-Belin hi havia 855 unitats fiscals que integraven 2.275 persones, la mediana anual d'ingressos fiscals per persona era de 18.269 €.

### Activitats econòmiques
Dels 72 establiments que hi havia el 2007, 2 eren d'empreses extractives, 1 d'una empresa alimentària, 6 d'empreses de fabricació d'altres productes industrials, 13 d'empreses de construcció, 18 d'empreses de comerç i reparació d'automòbils, 5 d'empreses de transport, 2 d'empreses d'hostatgeria i restauració, 5 d'empreses financeres, 4 d'empreses immobiliàries, 5 d'empreses de serveis, 8 d'entitats de l'administració pública i 3 d'empreses classificades com a «altres activitats de serveis».
Dels 24 establiments de servei als particulars que hi havia el 2009, 2 eren oficines bancàries, 4 tallers de reparació d'automòbils i de material agrícola, 2 autoescoles, 2 paletes, 3 guixaires pintors, 5 fusteries, 1 electricista, 2 perruqueries, 1 restaurant i 2 agències immobiliàries.
Dels 5 establiments comercials que hi havia el 2009, 1 era una fleca, 1 una carnisseria, 1 una llibreria, 1 un drogueria i 1 una floristeria.
L'any 2000 a Laigné-en-Belin hi havia 22 explotacions agrícoles que ocupaven un total de 1.008 hectàrees.

## Equipaments sanitaris i escolars
L'únic equipament sanitari que hi havia el 2009 era una farmàcia.
El 2009 hi havia una escola elemental.

## Poblacions més properes
El següent diagrama mostra les poblacions més properes.